# Don Galloway

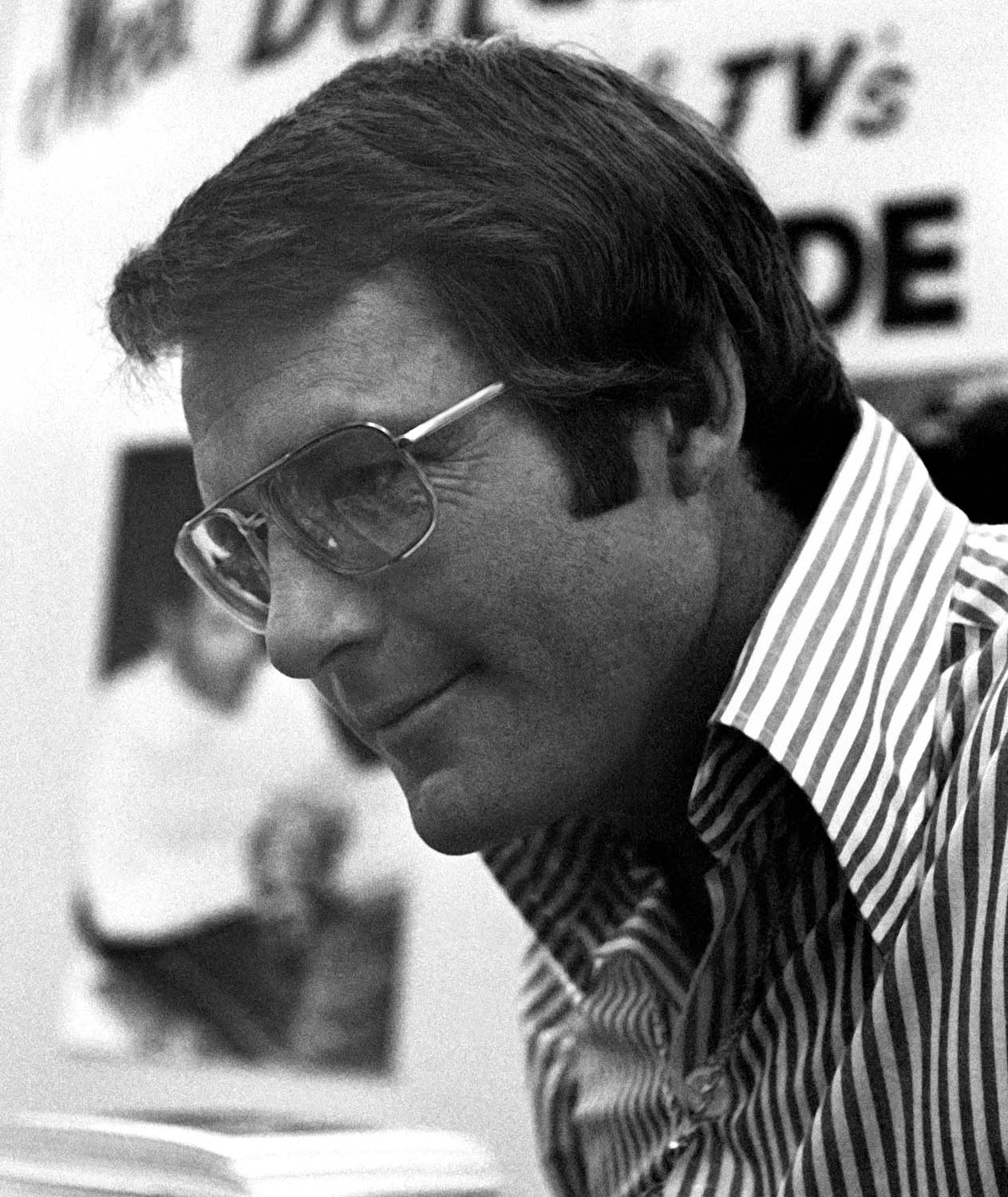
Don Galloway (1974)

Don Galloway (* 27. Juli 1937 in Brooksville, Kentucky; † 8. Januar 2009 in Reno, Nevada) war ein US-amerikanischer Schauspieler.

## Leben
Galloway begann seine Fernsehkarriere in den 1950er-Jahren in der in New York spielenden Seifenoper The Secret Storm. 1963 gehörte er zu den ersten regulären Darstellern der – vom amerikanischen Fernsehsender ABC produzierten – Seifenoper General Hospital, in der er den Buzz Stryker spielte.
Von 1967 bis 1975 spielte er den Detective Sergeant Ed Brown in der Fernsehserie Der Chef, in der Raymond Burr die Hauptrolle spielte, sowie 1993 bei einem weiteren Fernsehfilm der Serie namens Der Chef kehrt zurück. Er erschien später in zwei Perry-Mason-Filmen, in denen er jeweils unterschiedliche Figuren mimte. Galloway zog sich Mitte der 1990er Jahre aus dem Filmgeschäft zurück, arbeitete aber weiterhin unter anderem als Sprecher für Werbespots und gab Schauspielkurse.
Don Galloway war verheiratet und hatte aus dieser Ehe drei Töchter und einen Sohn. Er studierte an der Universität von Kentucky Kunstwissenschaften.

## Filmografie (Auswahl)
- 1966: Rancho River (The Rare Breed)
- 1967: Als Jim Dolan kam (Rough Night in Jericho)
- 1967–1975: Der Chef (Ironside, Fernsehserie)
- 1979: Hart aber herzlich (Hart to Hart, Folge Mord unter Freunden)
- 1983: Der große Frust (The Big Chill)
- 1988: Two Moon Junction